# Senza giacca e cravatta
Senza giacca e cravatta (în română: Fără sacou și cravată) este un single în limba napoletană al artistului italian Nino D'Angelo, cântat împreună cu Brunella Selo la Festivalul din Sanremo din 1999. Compusă de același D'Angelo și de Nuccio Tortora în 1999, piesa s-a clasat pe locul 8 în cadrul concursului. Orchestrația îi aparține lui Nuccio Tortora.